# Getrams
Getrams, Polygonatum odoratum (Mill.,  Druce), är en mångformig ört i familjen sparrisväxter (Asparagaceae). Den är även känd som konung Salomos sigill och kung Salomos sigill.

## Beskrivning
Getrams är en flerårig ört. Blommorna är vita med långsmala klockor som hänger ned från stammen, ofta i par, särskilt nedtill på stammen. Blommornas längd är upp till 2 cm.
Bären är blåsvarta och giftiga. De liknar blåbär, och lockar till förtäring. Getramsbär ger huvudvärk, ont i magen, illamående och diarré.

## Habitat
Getrams förekommer i naturen i Europa och Asien.
I Sverige finns getrams i Götaland, Svealand, mitten av Skåne och längs Norrlands kust. Den saknas i fjällen.
I Norge förekommer arten upp till 1 200 m ö.h.

### Utbredningskartor
- Norden
- Norra halvklotet 
  - I östligaste Asien visas gränslinjer för underarterna P. var. maxmowiczii och P. var. pluriflorum (Storrams).

## Biotop
Berghällar, torrbackar, steniga småskogar.

## Användning
- Den torkade jordstammen kan användas vid bakning av nödbröd.
- Inom folkmedicinen har beredningar av jordstammen använts för mjukgörning.

## Etymologi
Polygonatum betyder med många hörn och syftar på den kantiga stjälken.
Artepitetet odoratum anges i Den virtuella floran missvisande betyda välluktande, av latin odor. Emellertid kan odor betyda såväl vällukt som stank. Odoratum skall således rätteligen tolkas som stinkande, vilket passar väl för getramsblommans ganska fräna lukt.
Ordledet get i växtens namn syftar på en getabocks dåliga lukt. Samma sak gäller bygdemålnamnet bockablad och liknande.

## Bygdemål
| Namn           | Trakt | Referens | Kommentar |
| -------------- | ----- | -------- | --- |
| Bockblad       |       |          | Detta namn används även för vattenklöver                                                                                                   |
| Kantkonvalj    |       | [ 5 ]    | I början av 1800-talet var det svenska namnet Kantig Konvall                                                                               |
| Kopattar       |       |          | Detta namn används även för klockljung |
| Salomos sigill |       | [ 6 ]    | Syftar på de bokstavsliknande tecknen på jordstammen (rotstocken) som förr i tiden liknades vid de magiska figurerna på Salomos sigillring |
| Vitrot         |       |          | |

## Synonymer
- Convallaria angulosa Lam. nom. illeg.
- Convallaria graminifolia Salisb.
- Convallaria latifolia Savi
- Convallaria obtusifolia Guenth. ex Steud.
- Convallaria odorata Mill.
- Convallaria parviflora Poir.
- Convallaria parviflora Poir.
- Convallaria polygonata St.-Lag.
- Convallaria polygonatum L.
- Convallaria rupestris Salisb. nom. illeg.
- Evallaria polygonata (L.) Neck.
- Polygonatum ambiguum Link
- Polygonatum anceps Moench
- Polygonatum angulosum Bubani nom. illeg.
- Polygonatum angulosum Montand.
- Polygonatum glaberrimum K.Koch
- Polygonatum hondoense Nakai ex Koidz.
- Polygonatum japonicum C.Morren & Decne.
- Polygonatum japonicum var. maximowiczii (F.Schmidt) Makino & Nemoto
- Polygonatum japonicum var. variegatum Nakai
- Polygonatum koreanum Nakai
- Polygonatum langyaense D.C.Zhang & J.Z.Shao
- Polygonatum maximowiczii F.Schmidt
- Polygonatum obtusifolium Weinm.
- Polygonatum odoratum f. ovalifolium Y.C.Chu & al.
- Polygonatum odoratum
var. japonicum (C.Morren & Decne.) Hara

- Polygonatum odoratum
var. maximowiczii (F.Schmidt) Koidzumi
- Polygonatum odoratum var． pluriflorum (Miquel) Ohwi
- Polygonatum odoratum var. quelpaertense (Ohwi) Hara
- Polygonatum odoratum var. thunbergii (C.Morren & Decne.) Hara
- Polygonatum officinale All.
- Polygonatum officinale var. japonicum (C.Morren & Decne.) Maximovicz
- Polygonatum officinale var. japonicum (C.Morren & Decne.) Miquel
- Polygonatum officinale var. maximowiczii (F.Schmidt) Maximovicz
- Polygonatum officinale var. papillosum Franchet
- Polygonatum officinale var. pluriflora Miquel
- Polygonatum officinale var. pluriflorum Miquel
- Polygonatum officinale var. robustum Korshinsky
- Polygonatum planifilum Kitagawa & Hir. Takahashi
- Polygonatum polygonatum (L.) Voss nom. illeg.
- Polygonatum polygonatum Jiraselk ex J.H.Schult.
- Polygonatum pruinosum Boiss.
- Polygonatum quelpaertense Ohwi
- Polygonatum robustum (Korshinsky) Nakai
- Polygonatum simizui Kitagawa
- Polygonatum thunbergii C.Morren & Decne.
- Polygonatum thunbergii var. maximowiczii (F.Schmidt) Nakai
- Polygonatum uniflorum Gilib.
- Polygonatum uniflorum Jaume St.-Hil.
- Polygonatum vulgare Desf.

## Bilder

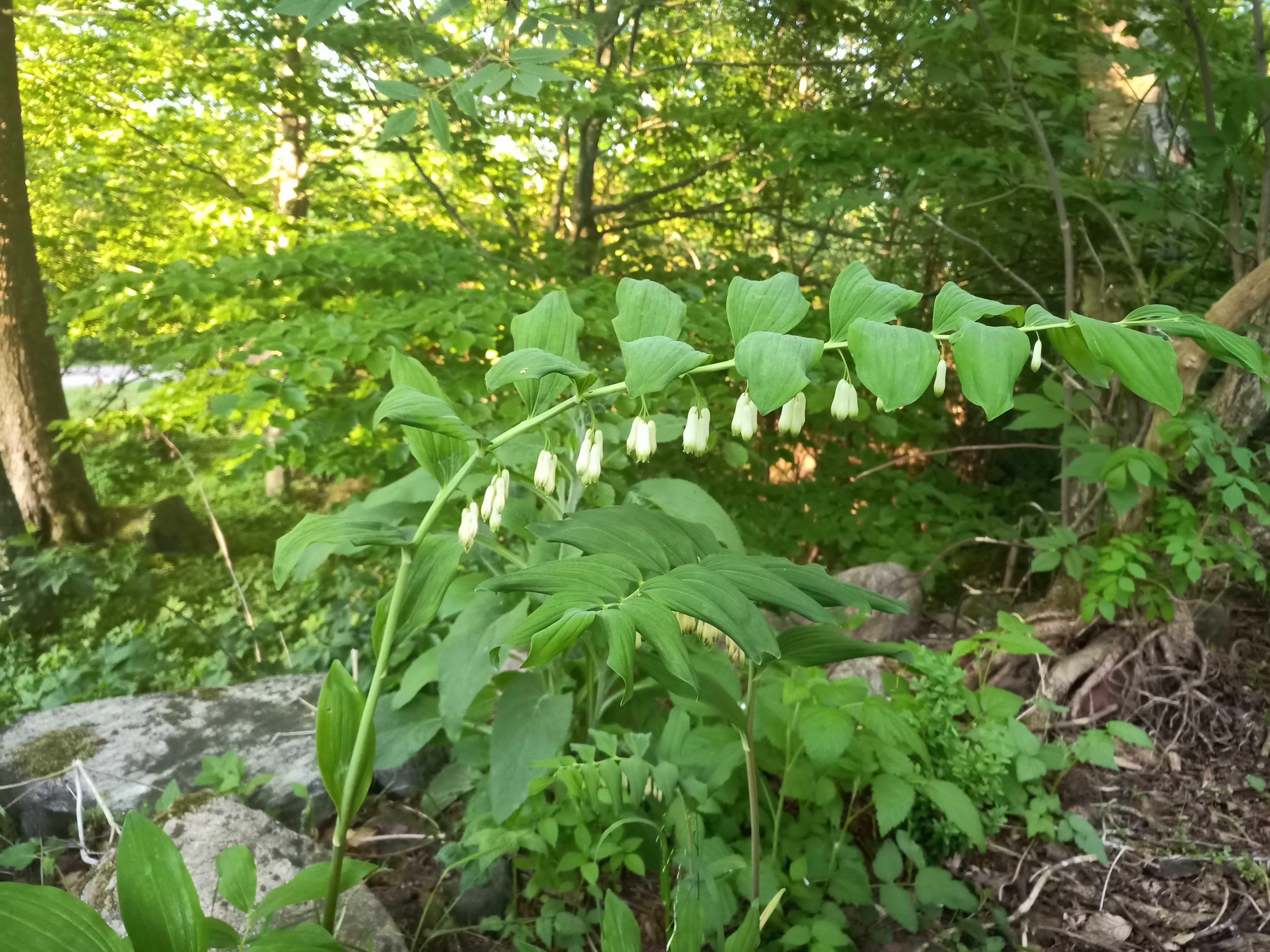
Getrams
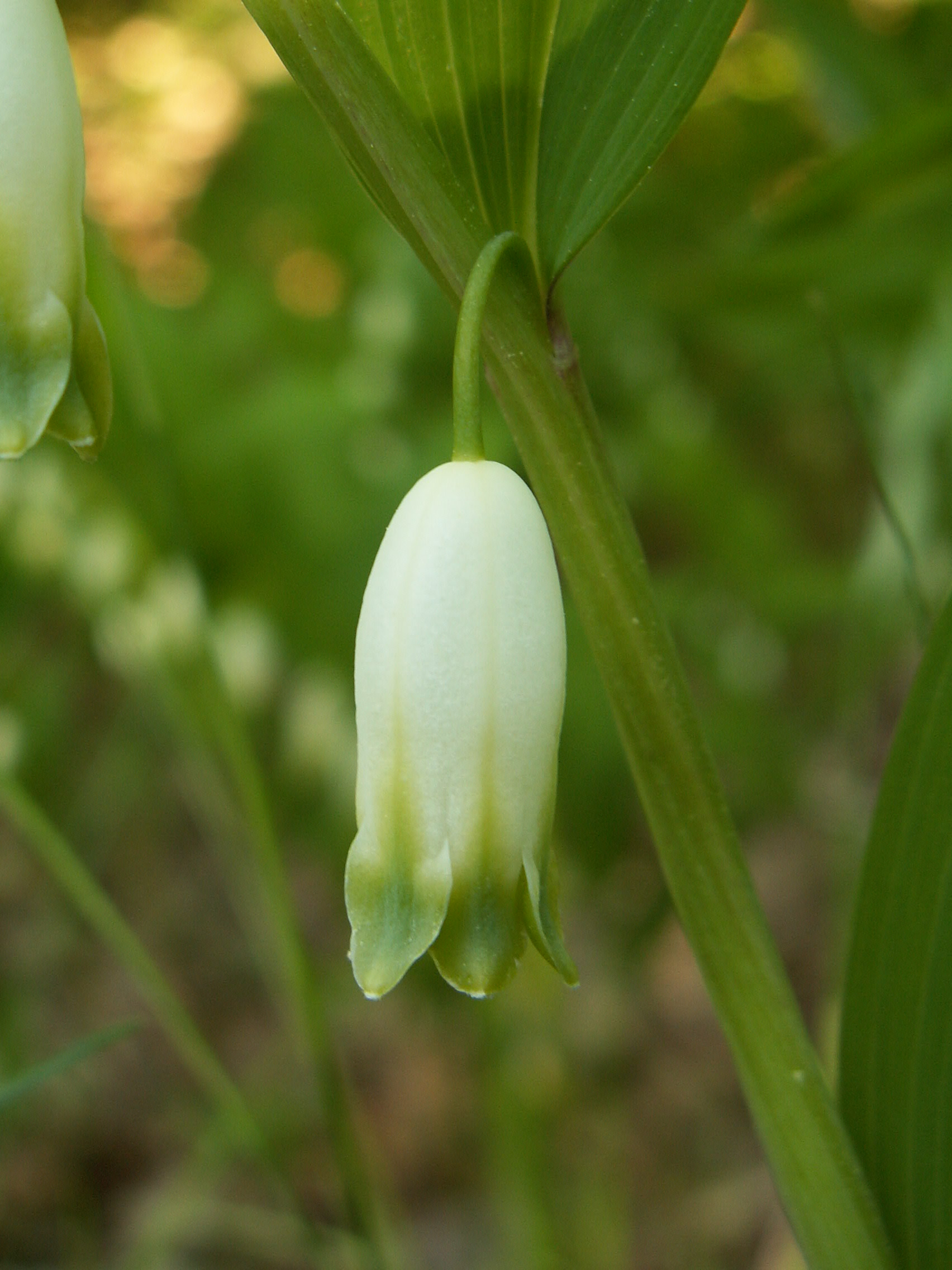
Getramsblomma
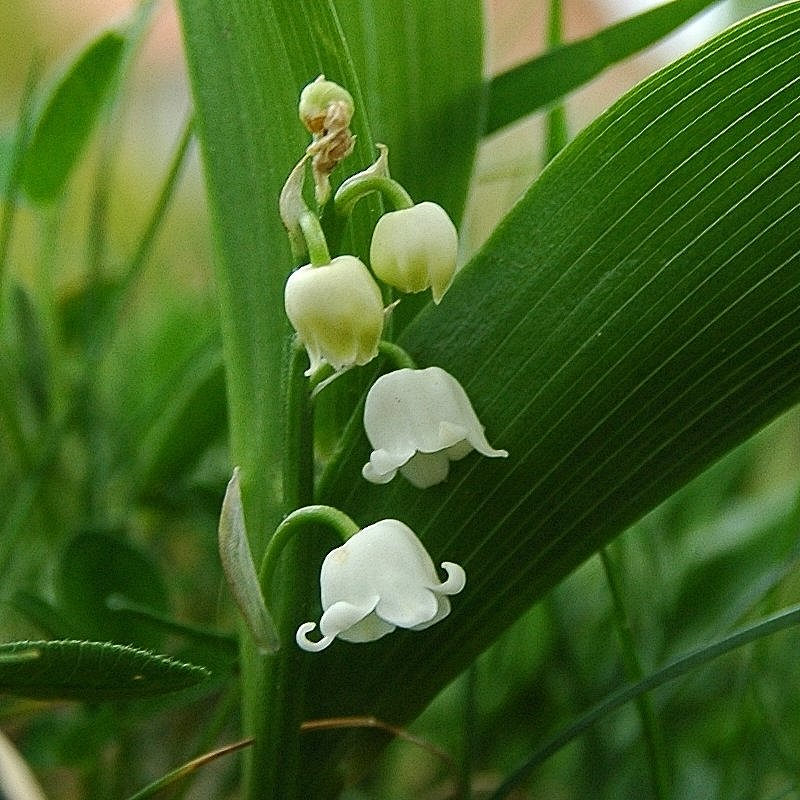
Liljekonvaljblommor (som jämförelse)